# ستاد مرکزی ب‌ام‌و
ستاد مرکزی ب‌ام‌و (آلمانی: BMW-Vierzylinder) ساختمان اداری ۲۲ طبقه، متعلق به شرکت ب‌ام‌و و مستقر در شهر مونیخ، آلمان است، که در سال ۱۹۷۳ احداث گردید.